# Finnischer Fußballpokal 2001
Der Finnische Fußballpokal 2001 (finnisch Suomen Cup 2001) war die 47. Austragung des finnischen Pokalwettbewerbs. Er wurde vom finnischen Fußballverband ausgetragen. Das Finale fand am 12. November 2001 wurde wegen des vereisten Bodens vom Olympiastadion Helsinki nach Tampere in das Tammela Stadion verlegt.
Pokalsieger wurde der Atlantis FC. Das Team setzte sich im Finale gegen Tampere United durch und qualifizierte sich damit für den UEFA-Pokal. Titelverteidiger HJK Helsinki war in der 6. Runde gegen den späteren Sieger ausgeschieden.
Alle Begegnungen wurden in einem Spiel ausgetragen. Bei unentschiedenem Ausgang wurde das Spiel um zweimal 15 Minuten verlängert. Stand danach kein Sieger fest, folgte ein Elfmeterschießen.

## Teilnehmende Teams
Die Teilnahme war freiwillig. Insgesamt 274 Mannschaften hatten für den Pokalwettbewerb gemeldet. Dabei waren auch Juniorenmannschaften (U-20), Seniorenmannschaften (JKKI – Jalkapallon Kannossa Kaiken Ikää = Fußball für alle Altersgruppen), sowie zweite und weitere Vertretungen eines Vereins. Die Drittligisten stiegen in der 2. Runde ein, die Zweitligisten in der 3. Runde und die Erstligisten in der 5. und 6. Runde.
| Runde         | Zugänge | Sieger der letzten Runde | Spiele / Sieger |
| ------------- | ------- | ------------------------ | --------------- |
| Qualifikation | 1300    | –                        | 65              |
| 1. Runde      | 95      | 65                       | 80              |
| 2. Runde      | 26      | 80                       | 53              |
| 3. Runde      | 11      | 53                       | 32              |
| 4. Runde      | –       | 32                       | 16              |
| 5. Runde      | 08      | 16                       | 12              |
| 6. Runde      | 04      | 12                       | 08              |
| Viertelfinale | –       | 08                       | 04              |
| Halbfinale    | –       | 04                       | 02              |
| Finale        | –       | 02                       | 01              |
| Gesamt        | 2740    |                          | 2730            |

## Qualifikation
|                             | Ergebnis              |                                |
| --------------------------- | --------------------- | ------------------------------ |
| Arsenal Helsinki            | 1:7                   | FC Kontu                       |
| Pohjois-Haagan Urheilijat-3 | 4:7                   | Athletico Jerkku               |
| PK-35 Helsinki              | 2:0                   | Roihuvuoren Urheilijat         |
| Atlantis FC-3               | 2:1                   | Helsingin Kukkaislapset        |
| Jalkapalloseura Zyklon      | 4:0                   | Pohjois-Haagan Urheilijat U-20 |
| FC Suokki Suomenlinna       | 2:4                   | Itä-Helsingin Juoni            |
| Vantaan Jalkapalloseura     | 1:4                   | Laajasalon Palloseura          |
| Puistolan Urheilijat        | 4:1                   | Zenith Myllypuro               |
| Arsenal Helsinki/JKKI       | 00:3 1                | IF Gnistan U-20                |
| Pohjois-Haagan Urheilijat-4 | 01:14                 | SC Kuninkaat                   |
| PK-35 Helsinki/JKKI         | 5:1                   | Helsingfors IFK-2              |
| Otaniemen Jyllääjät         | 02:15                 | Jalkapalloseura Stars Lahti    |
| Kilo IF                     | 3:7                   | Karjalohjan Urheilijat         |
| SC Oldstars                 | 00:3 2                | SexyPöxyt                      |
| Lohjan Pallo                | 12:00                 | Koivukylän Palloseura          |
| FC Vantaa/JKKI              | 0:6                   | Orimattilan Pedot              |
| Grillin Palloseura          | 1:2                   | Black Bee’s Orimattila         |
| AC Vantaa U-20              | 0:4                   | FC Espoo                       |
| Espoon Palloseura           | 0:7                   | Keravan Dynamo                 |
| Rekolan Pallo –93           | 3:8                   | Riipilän Raketti               |
| FC Näädät                   | 2:3                   | Hausjärven Nappulat-2          |
| FC Kelohonka                | 5:1                   | IF Sibbo-Vargarna              |
| Keravan Pallo-75            | 4:1                   | Jokelan Kisa                   |
| Koovee Jalkapallo           | 1:4                   | Hämeenlinnan Härmä             |
| FC Car Sport Team           | 2:4                   | Forssan JK                     |
| Nokian Palloseura           | 2:3 n. V.             | Kangasalan Voitto              |
| FC Reilu Tampere            | 1:2                   | FC Norsulauma                  |
| Vammalan Palloseura         | 4:1                   | Tampereen Kisa-Toverit-2       |
| Pispalan Ponnistus -79      | 1:3                   | Ilves Tampere/JKKI             |
| PP-70 Tampere-2             | 5:1                   | Ihari-Raikku Kangasalon        |
| Pallo-Kerho 37-2            | 1:2                   | FC Rebels Joensuu              |
| Kuopion PS U-20             | 3:3 n. V. (2:4 i. E.) | Pallo-Kerho 37                 |
| SC Kuopio Futis-98          | 3:0                   | Siilinjärven Palloseura        |
| Rautavaaran Raiku           | 2:4                   | Rautalammin Urheilijat         |
| Myllykosken Pallo -47 U-20  | 3:0                   | PEPO Lappeenranta              |
| Voikkaan Potkupallo Kerho   | 8:0                   | Hiirolan Haka                  |
| Savitaipaleen Urheilijat    | 1:2 n. V.             | Summan Kisatoverit Futis       |
| Savilahden Urheilijat       | 00:3 3                | Kausalan Yritys                |
| Buta Kotka/JKKI             | 00:3 4                | FC Bilis Otava                 |
| Luumäen Pojat               | 2:1                   | FC Villisiat Elimäki           |
| Ilves Tampere U-20          | 0:1                   | Sääksjärven Loiske             |
| Tampereen Kisa-Toverit      | 1:2                   | Haka Valkeakoski U-20          |
| Liljendal Idrottsklub       | 1:6                   | Ristiinan Pallo                |
| IK Myran Nedervetil         | 3:2                   | Kokkolan Jymy                  |
| Kalajoen Pallo              | 6:1                   | Kaustisen Pohjan-Veikot        |
| PV-J Kokkola U-20           | 6:0                   | Oulaisten Huima                |
| Jämsänkosken Ilves          | 2:4                   | Äänekosken Huima               |
| JJK Jyväskylä U-20          | 2:0                   | FC Keitele Jazz                |
| Kampuksen Dynamo            | 00:10                 | Lohikosken Pallokerho          |
| FC Dreeverit                | 1:6                   | FC Kurenpojat                  |
| FC Kanuunat Kajaani         | 03:0 5                | Oulun Työväen Palloilijat      |
| FC Rio Grande               | 10:20                 | FC Nets Oulu                   |
| FC Eurajoki                 | 0:4                   | Yterin Pallo                   |
| Ruosniemen Visa/JKKI        | 3:4                   | Isojoenrannan Mahti            |
| Porin Palloilijat           | 1:2                   | Ruosniemen Visa                |
| Reposaaren Kunto            | 0:1                   | Nakkilan Nasta                 |
| Euran Pallo                 | 4:1                   | FC Jazz Pori/JKKI              |
| Perniön Urheilijat          | 8:2                   | Nations United Turku           |
| Inter Turku U-20            | 03:0 6                | Kaarinan Pojat                 |
| Kaarinan Pojat-2            | 4:0                   | Uudenkaupungin Pallokerho      |
| Piikkiön Palloseura         | 3:2                   | Turun Toverit                  |
| Sievin Sisu-2               | 2:5                   | Lapuan Virkiä-2                |
| Lapuan Virkiä               | 9:1                   | Vähänkyron Viesti              |
| Sievin Sisu                 | 03:0 7                | Vaasan PS U-20/2               |
| Vasa BK-IFK                 | 1:3                   | Karhu Kauhajoki                |

## 1. Runde
|                                 | Ergebnis              |                          |
| ------------------------------- | --------------------- | ------------------------ |
| Pohjois-Haagan Urheilijat-2     | 0:6                   | PK-35 Helsinki           |
| FC Kontu                        | 1:4                   | HJK Helsinki U-20        |
| Marmiksen Kuula                 | 12:20                 | FC Pakila                |
| Atlantis FC-3                   | 5:1                   | FC Homer Helsinki        |
| Puistolan Urheilijat            | 1:8                   | Atlantis FC U-20         |
| PK-35 Helsinki/JKKI             | 8:0                   | FC Pakila-2              |
| Athletico Jerkku                | 19:00                 | Projekti 2000 Helsinki   |
| FC Ogeli                        | 2:1                   | Laajasalon Palloseura    |
| Jalkapalloseura Zyklon-2        | 0:7                   | Laajasalon Palloseura-2  |
| Pohjois-Haagan Urheilijat       | 3:2                   | PK-35 Helsinki U-20      |
| Malminkartanon PETO             | 0:4                   | Mondial Stars Kumpula    |
| Jalkapalloseura Zyklon          | 3:7                   | IF Gnistan U-20          |
| SC Kuninkaat                    | 13:10                 | Itä-Helsingin Juoni      |
| AC Helsinki                     | 4:2                   | Olarin Tarmo-77          |
| Jalkapalloseura Stars Lahti     | 4:0                   | Vaaralan Pallo-Pojat     |
| Keravan Dynamo                  | 0:3                   | Keravan Pallo-75         |
| Itä-Vantaan Urheilijat          | 2:3                   | Karjalohjan Urheilijat   |
| Korven Korvenpojat              | 0:5                   | FC Kelohonka             |
| Pitkäjärven Miesten PS          | 0:5                   | Korson Palloseura        |
| FC Pallo-Lahti                  | 4:3                   | SexyPöxyt Espoo          |
| FC Lohja                        | 0:3                   | FC Espoo                 |
| FC Pathoven                     | 0:9                   | FC Honka Espoo U-20      |
| FC Kuusysi U-20                 | 11:00                 | Riihimäen Sarvet         |
| Ingå IF                         | 0:5                   | Nummelan Palloseura      |
| Hausjärven Nappulat-2           | 0:2                   | Esbo BK                  |
| FC Lohja/JKKI                   | 0:1                   | SexyPöxyt Espoo-2        |
| Riipilän Raketti                | 3:2                   | Pupo FC Vantaa           |
| Blue Eyes Jyväskylä             | 00:3 1                | Lahden City Stars        |
| Lohjan Pallo                    | 7:0                   | Black Bee’s Orimattila   |
| Orimattilan Pedot               | 1:2                   | Hausjärven Nappulat      |
| Kangasalan Voitto               | 5:0                   | FC Norsulauma            |
| Pirkkalan JK                    | 0:2                   | Sääksjärven Loiske       |
| Vammalan Palloseura             | 4:1                   | PP-70 Tampere            |
| Ilves Tampere                   | 1:8                   | Haka Valkeakoski U-20    |
| Eerolan Hurjat                  | 8:1                   | Larninpään Pallopeli Pro |
| Hämeenlinnan Härmä              | 1:2                   | Viialan Peli-Veikot      |
| Tervakosken Pato                | 12:00                 | FC Kuiva Hämeenlinna     |
| Forssan JK                      | 8:0                   | Nekalan Pallo            |
| FC Rebels Joensuu               | 3:4                   | Rautalammin Urheilijat   |
| SC Kuopio Futis-98              | 3:1                   | Pallo-Kerho 37           |
| Siilinjärven Palloseura         | 11:10                 | Lehmon Pallo-77          |
| Nilsiän Pallo-Haukat            | 2:5                   | Manhattan Project Kuopio |
| Juankosken Pyrkivä              | 1:3                   | Joensuun Ratanat U-20    |
| Kotkan Työväen Palloilijat      | 4:3                   | FC Pantterit             |
| Voikkan Pallokerho              | 7:2                   | Liipolan Pallo           |
| Ristiinan Pallo                 | 4:2 n. V.             | Kausalan Yritys          |
| FC Bilis Otava                  | 6:2                   | Summan Kisatoverit Futis |
| Virolahden Sampo                | 2:4                   | JK Rakuunat              |
| Lauritsalan Työväen Palloilijat | 0:4                   | Imatran Pallo-Salamat    |
| Myllykosken Pallo -47 U-20      | 8:0                   | Kotka Futis              |
| FC Loviisa                      | 2:3 n. V.             | Valkealan Kajo           |
| Kotkan Työväen Palloilijat U-20 | 1:3                   | Simpeleen Urheilijat     |
| Popiniemen Ponnistus            | 1:2 n. V.             | FC Kuusankoski-2         |
| Äänekosken Huima                | 1:1 n. V. (2:4 i. E.) | JJK Jyväskylä U-20       |
| Kanavan Pallohait/JKKI          | 4:1                   | Haapamäen Pallo-Pojat    |
| Lohikosken Pallokerho           | 2:0                   | Kanavan Pallohait        |
| IK Myran Nedervetil             | 2:1                   | Sievin Sisu              |
| Kalajoen Pallo                  | 1:3                   | Lohtajan Veikot          |
| Kokkolan PS                     | 1:3                   | PV-J Kokkola U-20        |
| Gamlakarleby BK U-20            | 2:1                   | BK Öja-73                |
| Tervalaakson Teräs              | 2:3                   | Lapuan Virkiä-2          |
| Lapuan Virkiä                   | 2:2 n. V. (2:4 i. E.) | Karhu Kauhajoki          |
| Seinäjoen Sisu                  | 5:2                   | FC Sport-39 Vaasa        |
| Sunds IF                        | 5:1                   | FC Järviseutu            |
| Korsnäs FF                      | 0:4                   | Vaasan PS U-20/1         |
| Kontio Kolari                   | 00:3 2                | FC Kurenpojat            |
| FC Rio Grande                   | 3:1                   | JS Hercules Oulu         |
| Namman Luja                     | 3:2                   | FC Raahe                 |
| Kajaanin Palloilijat            | 4:0                   | FC Kanuunat Kajaani      |
| FC Dreeverit-2                  | 0:6                   | Oulun Tarmo              |
| Nakkilan Nasta                  | 0:1                   | Huhtamon Nuorisoseura    |
| Yterin Pallo                    | 4:3 n. V.             | Isojoenrannan Mahti      |
| FC Jazz Pori                    | 1:2                   | Toejoen Veikot           |
| Musan Salama U-20               | 1:6                   | Ruosniemen Visa          |
| Euran Pallo                     | 2:7                   | Pallo-Iirot Rauma U-20   |
| Perniön Urheilijat              | 4:0                   | Piikkiön Palloseura      |
| Turun Pallokerho U-20           | 6:0                   | FC Navaronen Tykit       |
| FC Turku -82                    | 3:7                   | Raisio Futis             |
| Inter Turku                     | 7:1                   | Kaarinan Pojat-2         |
| Turun Pyrkivä                   | 0:9                   | Kokemäen Kova-Väki       |

## 2. Runde
In dieser Runde stiegen 26 Drittligisten ein.
|                             | Ergebnis              |                           |
| --------------------------- | --------------------- | ------------------------- |
| Athletico Jerkku            | 2:1                   | IF Gnistan U-20           |
| Marmiksen Kuula             | 2:1                   | Pohjois-Haagan Urheilijat |
| Laajasalon Palloseura-2     | 01:17                 | HJK Helsinki U-20         |
| Mondial Stars Kumpula       | 2:0                   | AC Helsinki               |
| Atlantis FC                 | 1:3                   | FC Viikingit              |
| SC Kuninkaat                | 0:8                   | FC Ogeli                  |
| Atlantis FC-3               | 0:2                   | Malmin Ponnistajat        |
| PK-35 Helsinki              | 0:2                   | PK-35 Helsinki/JKKI       |
| FC Kelohonka                | 1:3                   | Korson Palloseura         |
| Jalkapalloseura Stars Lahti | 4:4 n. V. (3:4 i. E.) | Riipilän Raketti          |
| Esbo BK                     | 0:3                   | Lohjan Pallo              |
| Lahden City Stars           | 10:20                 | Nateva Nurmijärvi         |
| Hausjärven Nappulat         | 0:1                   | Karjalohjan Urheilijat    |
| TP Lahti                    | 1:2                   | Järvenpään PS             |
| FC Honka Espoo U-20         | 1:3                   | Nummelan Palloseura       |
| FC Kuusysi U-20             | 1:4                   | FC Pallo-Lahti            |
| FC Espoo                    | 1:0                   | Leppävaaran Pallo         |
| Keravan Pallo-75            | 3:2                   | SexyPöxyt Espoo-2         |
| Kangasalan Voitto           | 0:2                   | Sääksjärven Loiske        |
| Haka Valkeakoski            | 4:1                   | Eerolan Hurjat            |
| Viialan Peli-Veikot         | 0:5                   | Vammalan Palloseura       |
| Forssan JK                  | 1:2                   | PS-44 Valkeakoski         |
| Tervakosken Pato            | 1:5                   | PP-70 Tampere             |
| Kokemäen Kova-Väki          | 1:2                   | Tampereen Pallo-Veikot    |
| Ruosniemen Visa             | 2:1                   | Huhtamon Nuorisoseura     |
| Pallo-Iirot Rauma U-20      | 3:0                   | FC Rauma                  |
| Yterin Pallo                | 1:2                   | Toejoen Veikot            |
| Turun Pallokerho            | 6:0                   | Raisio Futis              |
| Perniön Urheilijat          | 00:12                 | ÅIFK Turku                |
| Naantalin VG-62             | 2:1                   | Pargas IF                 |
| Inter Turku U-20            | 2:1                   | Kaarinan Pojat            |
| Ristiinan Pallo             | 1:5                   | Voikkan Pallokerho        |
| Myllykosken Pallo -47 U-20  | 2:1                   | PEPO Lappeenranta         |
| Valkealan Kajo              | 1:4                   | Simpeleen Urheilijat      |
| Kotkan Työväen Palloilijat  | 1:2                   | FC KooTeePee              |
| Imatran Pallo-Salamat       | 1:2                   | FC Bilis Otava            |
| FC Kuusankoski-2            | 2:5                   | JK Rakuunat-2             |
| Lohikosken Pallokerho       | 1:3                   | JJK Jyväskylä             |
| JJK Jyväskylä U-20          | 0:3                   | Kanavan Pallohait/JKKI    |
| Joensuun Pallo              | 0:1                   | Joensuun Ratanat          |
| Manhattan Project Kuopio    | 1:0                   | Kings SC Kuopio           |
| Siilinjärven Palloseura     | 1:5                   | Koparit Kuopio            |
| SC Kuopio Futis-98          | 2:0                   | Warkaus JK                |
| Joensuun Ratanat U-20       | 3:2                   | Rautalammin Urheilijat    |
| PV-J Kokkola                | 3:2                   | Ylöjärven Pallo           |
| IK Myran Nedervetil         | 0:1                   | Lohtajan Veikot           |
| Gamlakarleby BK U-20        | 2:5                   | FC Korsholm               |
| Kajaanin Palloilijat        | 3:0                   | PV-J Kokkola U-20         |
| Lapuan Virkiä-2             | 1:4                   | Vaasan PS U-20/1          |
| Karhu Kauhajoki             | 3:1                   | Sepsi-78 Seinäjoki        |
| Seinäjoen Sisu              | 0:1                   | Sunds IF                  |
| Oulun Tarmo                 | 3:1                   | FC Kurenpojat             |
| Namman Luja                 | 2:3                   | FC Rio Grande             |

## 3. Runde
In dieser Runde stiegen 11 Zweitligisten ein.
|                          | Ergebnis              |                            |
| ------------------------ | --------------------- | -------------------------- |
| Marmiksen Kuula          | 0:0 n. V. (3:2 i. E.) | FC Ogeli                   |
| Mondial Stars Kumpula    | 2:4                   | FC Espoo                   |
| PK-35 Helsinki/JKKI      | 1:0                   | Järvenpään PS              |
| FC Pallo-Lahti           | 0:8                   | FC KooTeePee               |
| Malmin Ponnistajat       | 6:1                   | Riipilän Raketti           |
| FC Viikingit             | 1:4                   | FC Jokrut                  |
| Athletico Jerkku         | 3:4 n. V.             | Nummelan Palloseura        |
| Lahden City Stars        | 0:5                   | IF Gnistan                 |
| Keravan Pallo-75         | 1:2                   | Korson Palloseura          |
| Karjalohjan Urheilijat   | 1:3                   | HJK Helsinki U-20          |
| Lohjan Pallo             | 0:4                   | AC Vantaa                  |
| Haka Valkeakoski U-20    | 1:0                   | Tampereen Pallo-Veikot     |
| ÅIFK Turku               | 4:3                   | PP-70 Tampere              |
| Ruosniemen Visa          | 1:2                   | Inter Turku U-20           |
| Sääksjärven Loiske       | 0:2                   | Salon Palloilijat          |
| Vammalan Palloseura      | 2:3                   | Pallo-Iirot Rauma U-20     |
| Toejoen Veikot           | 1:2                   | PS-44 Valkeakoski          |
| Naantalin VG-62          | 1:3                   | Turku PS                   |
| Turun Pallokerho U-20    | 0:4                   | Turun Pallokerho           |
| Manhattan Project Kuopio | 4:1                   | Simpeleen Urheilijat       |
| Koparit Kuopio           | 0:0 n. V. (3:4 i. E.) | JK Rakuunat                |
| Joensuun Ratanat U-20    | 0:3                   | FC Bilis Otava             |
| JJK Jyväskylä            | 0:0 n. V. (4:3 i. E.) | Kanavan Pallohait/JKKI     |
| JK Rakuunat-2            | 1:3 n. V.             | FC Mikkeli                 |
| SC Kuopio Futis-98       | 0:1                   | Joensuun Ratanat           |
| Voikkan Pallokerho       | 1:3                   | Myllykosken Pallo -47 U-20 |
| PV-J Kokkola             | 5:0                   | Karhu Kauhajoki            |
| Lohtajan Veikot          | 0:8                   | FF Jaro                    |
| Sunds IF                 | 9:0                   | TP-Seinäjoki               |
| FC Korsholm              | 3:0                   | Vaasan PS U-20/1           |
| Oulun Tarmo              | 1:1 n. V. (2:4 i. E.) | Kajaanin Palloilijat       |
| FC Rio Grande            | 0:2                   | Tervarit Oulu              |

## 4. Runde
|                            | Ergebnis              |                        |
| -------------------------- | --------------------- | ---------------------- |
| IF Gnistan                 | 0:1                   | AC Vantaa              |
| FC Espoo                   | 2:4                   | PK-35 Helsinki/JKKI    |
| Marmiksen Kuula            | 0:2                   | Korson Palloseura      |
| FC Jokrut                  | 4:1                   | Malmin Ponnistajat     |
| Nummelan Palloseura        | 1:0                   | HJK Helsinki U-20      |
| PS-44 Valkeakoski          | 0:1                   | Salon Palloilijat      |
| Turun Pallokerho           | 0:3                   | Turku PS               |
| Inter Turku U-20           | 7:2                   | Pallo-Iirot Rauma U-20 |
| Haka Valkeakoski U-20      | 1:5                   | ÅIFK Turku             |
| Manhattan Project Kuopio   | 3:8                   | FC Mikkeli             |
| JJK Jyväskylä              | 8:1                   | FC Bilis Otava         |
| Myllykosken Pallo -47 U-20 | 1:3                   | FC KooTeePee           |
| Joensuun Ratanat           | 0:2                   | JK Rakuunat            |
| FF Jaro                    | 12:10                 | Sunds IF               |
| PV-J Kokkola               | 3:2                   | FC Korsholm            |
| Kajaanin Palloilijat       | 2:2 n. V. (3:2 i. E.) | Tervarit Oulu          |

## 5. Runde
In dieser Runde stiegen acht Erstligisten ein.
|                      | Ergebnis |                   |
| -------------------- | -------- | ----------------- |
| FC Jazz Pori         | 0:1      | Tampere United    |
| FF Jaro              | 0:1      | Atlantis FC       |
| Inter Turku U-20     | 0:1      | FC Mikkeli        |
| FC Jokrut            | 2:5      | AC Vantaa         |
| JJK Jyväskylä        | 0:6      | Rovaniemi PS      |
| Kajaanin Palloilijat | 1:4      | Turku PS          |
| FC KooTeePee         | 2:3      | FC Lahti          |
| Korson Palloseura    | 0:7      | Vaasan PS         |
| PV-J Kokkola         | 0:1      | ÅIFK Turku        |
| Kuopion PS           | 1:3      | Inter Turku       |
| Nummelan Palloseura  | 1:4      | Salon Palloilijat |
| PK-35 Helsinki/JKKI  | 1:3      | JK Rakuunat       |

## 6. Runde
In dieser Runde stiegen weitere vier Erstligisten ein.
|                   | Ergebnis              |                       |
| ----------------- | --------------------- | --------------------- |
| AC Vantaa         | 0:2                   | FC Jokerit            |
| FC Mikkeli        | 0:5                   | FC Lahti              |
| HJK Helsinki      | 1:2 n. V.             | Atlantis FC           |
| JK Rakuunat       | 0:2                   | Haka Valkeakoski      |
| Rovaniemi PS      | 1:1 n. V. (2:4 i. E.) | Tampere United        |
| Salon Palloilijat | 1:3                   | Inter Turku           |
| Turku PS          | 2:1                   | Vaasan PS             |
| ÅIFK Turku        | 0:4                   | Myllykosken Pallo -47 |

## Viertelfinale
|                  | Ergebnis              |                       |
| ---------------- | --------------------- | --------------------- |
| Haka Valkeakoski | 4:1                   | Turku PS              |
| Inter Turku      | 0:0 n. V. (2:3 i. E.) | Tampere United        |
| FC Jokerit       | 1:1 n. V. (3:5 i. E.) | Myllykosken Pallo -47 |
| FC Lahti         | 0:2                   | Atlantis FC           |

## Halbfinale
|                  | Ergebnis              |                       |
| ---------------- | --------------------- | --------------------- |
| Tampere United   | 1:1 n. V. (4:2 i. E.) | Myllykosken Pallo -47 |
| Haka Valkeakoski | 1:2                   | Atlantis FC           |

## Finale
| Paarung        | Atlantis FC – Tampere United |
| Ergebnis       | 1:0 (0:0) |
| Datum          | 12. November 2001 um 18:00 Uhr (17:00 Uhr MEZ) |
| Stadion        | Tammela Stadion, Tampere |
| Zuschauer      | 3.820 |
| Schiedsrichter | Jouni Hyytiä |
| Tore           | 1:0 Adriano Munoz (62.) |
| Atlantis FC    | Aleksandr Mischtschuk – Jarno Tuunainen, Ari-Pekka Roiko, Kari Rissanen – Heikki Pulkkinen, Sami Ylä-Jussila, Zoltán Czipó, Rami Rantanen, Julius Tauriainen (88. Mikko Harila) – Adriano Munoz, Erkka Viktor Lehtola (85. John Weckström) |
| Tampere United | Mikko Kavén – Pasi Salmela, Jussi Kuoppala (85. Juha-Pekka Mäkinen), Petri Heinänen, Janne Räsänen – Lee Jones, Tero Koskela, Noah Hickey (73. Sakari Saarinen) Jari Niemi, Ville Lehtinen (73. Pasi Heinänen), Antti Pohja                |